# Floßmannstraße 37 (München)

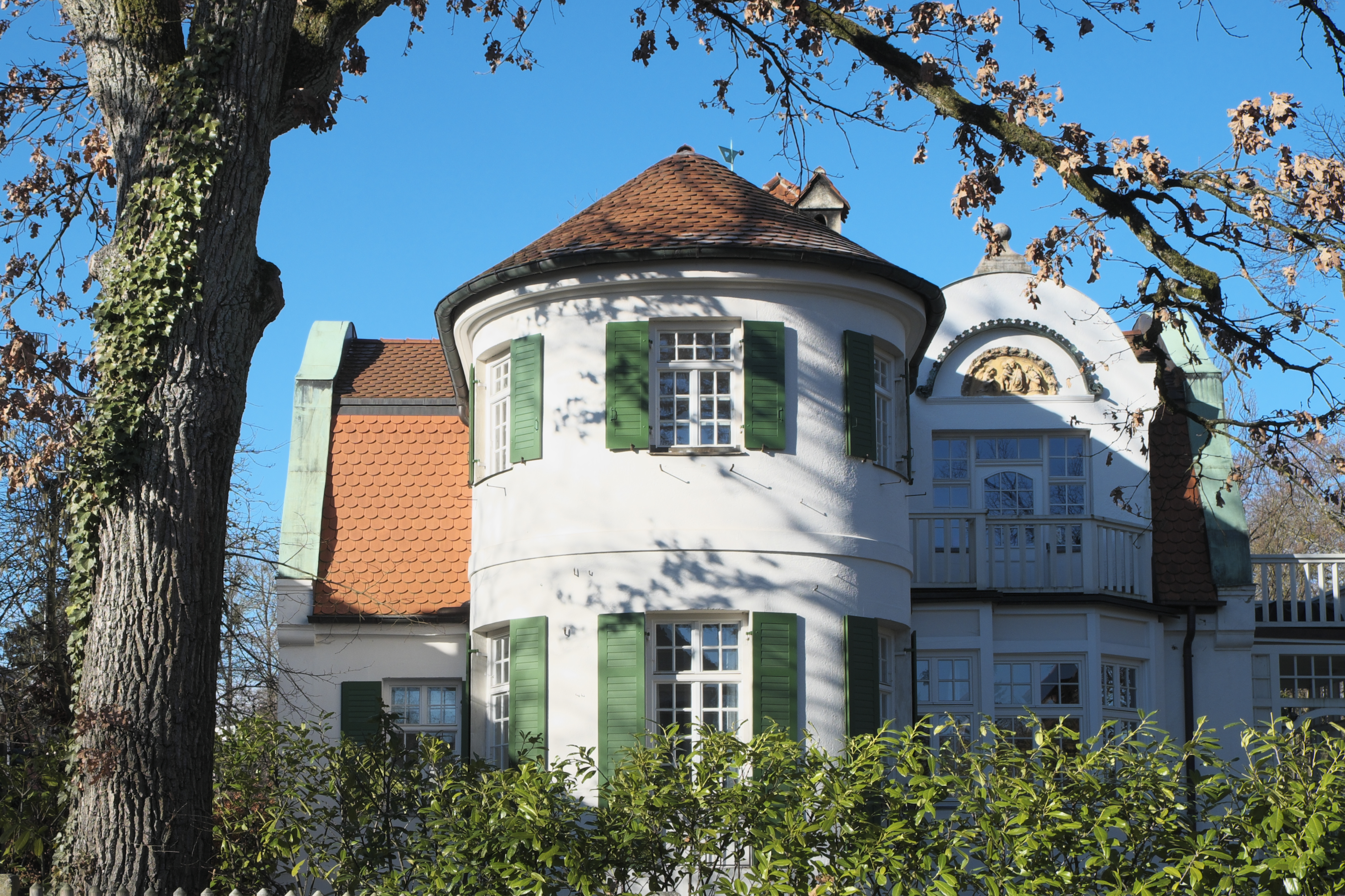
Haus Floßmannstraße 37 im Stadtteil Obermenzing von München

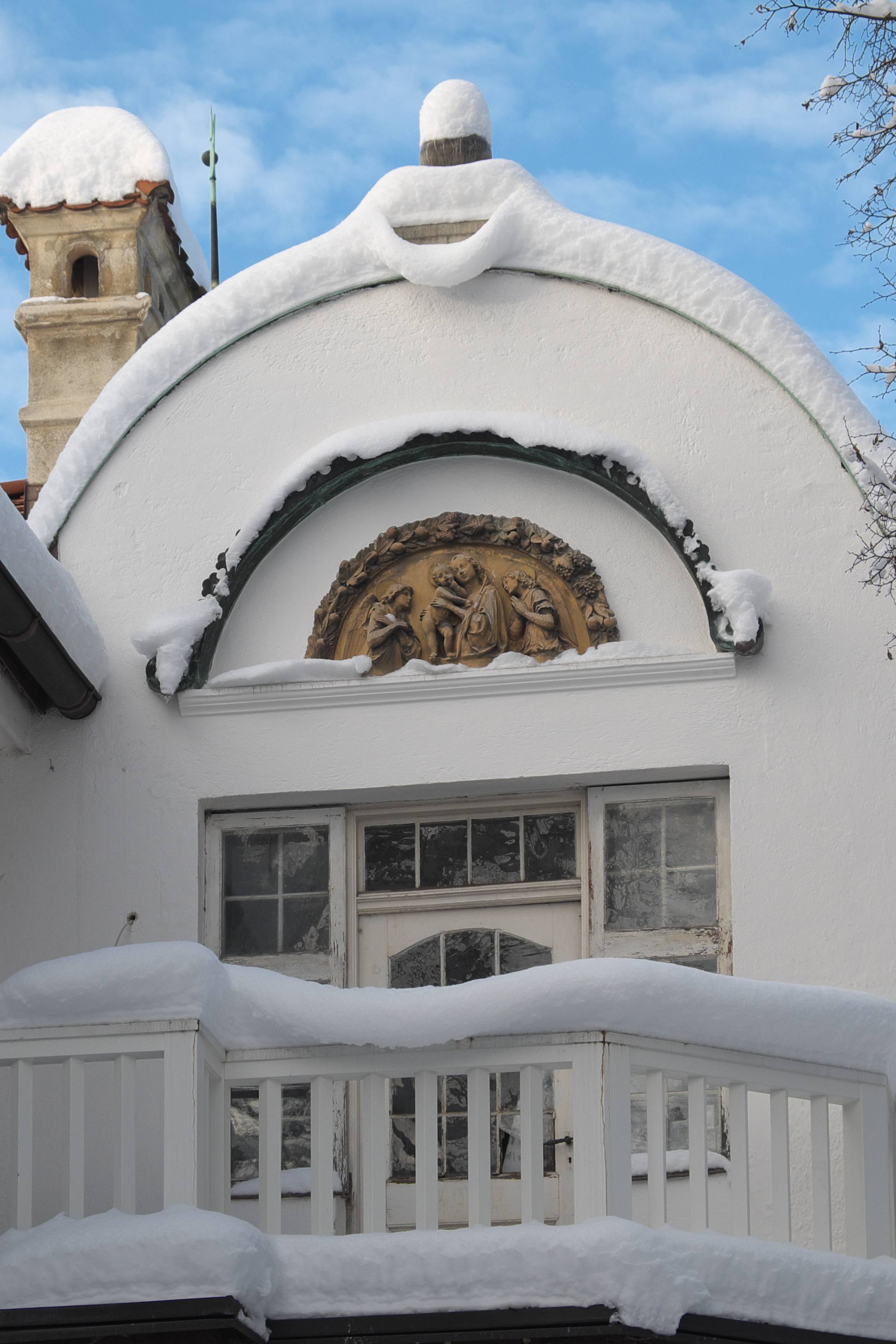
Relief mit Madonna und Kind

Das Gebäude Floßmannstraße 37 im Stadtteil Obermenzing der bayerischen Landeshauptstadt München wurde 1893/94 errichtet. Die Villa in der Floßmannstraße, die zur Villenkolonie Pasing I gehört, ist ein geschütztes Baudenkmal.
Die Doppelvillenhälfte (siehe auch: Marsopstraße 4b) in Ecklage wurde im historisierenden Stil erbaut. Über dem Altan ist ein Relief angebracht mit der Darstellung der Madonna mit Kind und zwei Engeln.